# جین بی

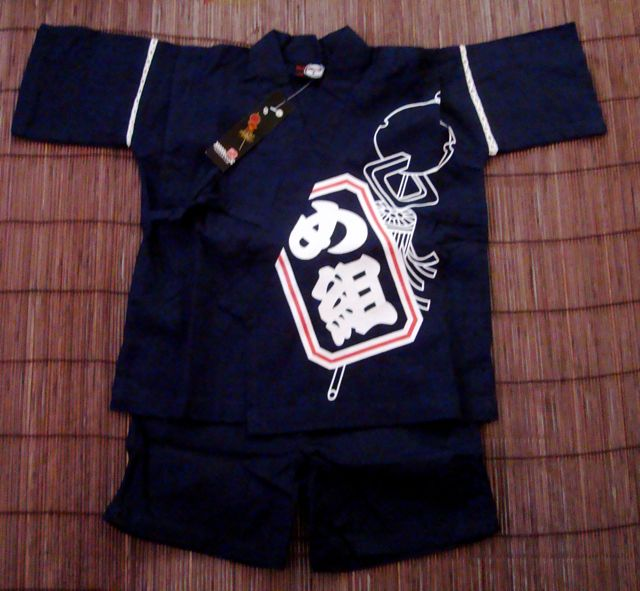
لباس سنتی جین بی

جین بی (به زبان انگلیسی: Jinbei) نوعی لباس سنتی ژاپنی است که در طول تابستان توسط مردان، زنان، پسران ،دختران و حتی نوزادان پوشیده می شود.البته پوشیدن جین بی توسط زنان در سال های اخیر متداول شده است.

## کاربرد
جین بی معمولاً به عنوان لباس خواب یا لباس خانگی بکار می رود.معمولاً مردان ژاپنی وقتی در خانه هستند آن را می پوشند یا وقتی که می خواهند کاری را در بیرون از خانه و نزدیکی منزل انجام دهند.